# 12BEAST
『12BEAST』（トゥエルヴビースト）は、オカヤドの日本の漫画作品。『エイジプレミアム』→『月刊ドラゴンエイジ』（KADOKAWA）にて、2013年6月号から2019年11月号まで連載された。
2020年は全く掲載されない事態が続き、同年9月、作者自身から打ち切ったことが発表された。なお、オカヤドは『モンスター娘のいる日常』（徳間書店）と掛け持ちしており、当作品は隔月での連載だった。

## あらすじ
刀賀衛太（エータ）はゲームが大好きな高校生であり、忍者の末裔。ある日、衛太の家の忍者道場に謎の少女・エアロが現れ、巨神機（ギガス）から亜人種を救ってほしいと頼まれ、異世界での戦いに身を投じることになる。

## 登場人物

### 主要人物
刀賀衛太（とうが えいた）
本作の主人公。ゲームが大好きな高校2年生（本人曰く「兄貴のせい」）。通称「エータ」または「ニンジャ」。
実家は忍術道場で、祖父から「跡取りとしての自覚を持て」と言われるが、本人にその気はない。が、忍者の末裔故戦闘力は非常に高い（「刀牙流忍術」を用いて、小型巨神機を撃破したこともある）。
また兄・コーキに「女の子にモテる」とそそのかされサーフィン等のスポーツの経験もあり、これを戦闘に用いることがある。
「筋金入り」と自称するほどの事なかれ主義（コーキからは「ヘタレ」呼ばわりされた）だが、困っている人は見捨てない優しさを持つ。また参謀としても優れており、シミュレーションゲーム等を基に戦略を練る。
第4巻でジャウェアの覚悟に触れ、「後悔するのだけは嫌だ！だから戦う!!」と覚悟を決めた。
ヴァジュラの攻撃により第21話でフレキと二人っきりで洞窟に籠もることになり、会話を重ねる内に、フレキは自分と同じように「人との付き合い方が分からない」のではということに気づいた。
また第24話で祖父に修行・サバイバルと言われロクに学校も行けていなかったこと、中学生になって学校に通い出したが人との付き合い方が分からなくて、修行で体中傷だらけだったこともあり、中学の三年間ずっと一人だったことをフレキに明かした。
エアロ
鳥人種（ハーピー）の少女。3サイズはB82-W54-H80。
巨神機に襲われていたところをコーキに助けられ、それ以来忍者にハマっている（自宅にグッズのコレクションルームを持っている）。
戦闘では囮、偵察などを担当する。第2巻で衛太のガントレットと合体するが、後述の通り特に問題はなかった。
名前の由来は、ギリシャ神話に登場するハーピーのアエローから。
ジャウェア
鳥人種の女性で鳥人種の戦士長。3サイズはB90-W57-H84。
岩喰巨鳥の骨から造られたブーメランと自身の爪を用いた時間差攻撃を得意とする。
戦士長故普段は厳しい性格だが、衛太が本気を出したことに泣き出したり、松明の灯が消えて「怖い」と衛太に抱きついたりするなど、乙女な一面も持つ。また、知識豊富だがあまり役に立たず悔しがることもある。
しかし戦士としての覚悟は本物で、第4巻で右翼を失いながら衛太に自身の戦士としての信念・覚悟を説き、衛太にこれを問いた。
名前の由来は、ネイティブアメリカンのサカジャウェア。
アステリオ
ミノタウロスの少女で鍛冶屋。身長230cm、3サイズはB143-W80-H117。
武器は巨大なハンマー。
亡き父親から鍛冶屋を継ぎ、剣、兜、鎧等を作っていたが、あることがきっかけで変わり者扱いを受け、仕事も激減、普通の鉄すら叩けない日が続いた。が、ある日コーキが迷宮から持ち帰った鉄の巨人を材料に色々なものを作り町の人々に振る舞ったことで、「迷宮の鍛冶氏（スミス・オブ・ラビリンス）」と呼ばれるようになった。
鍛冶屋故か、金属（あるいはそれが絡む話題）に反応・興奮する一面を見せることがある。
名前の由来は、ギリシャ神話のミノタウロスの本来の名前であるアステリオス。
スティーラ
スキュラの女性で別名「深海の魔女」。3サイズはB99-W56-H不明。かつては深海に住んでいたが、不便との理由で魚人族の町に引っ越した。
普通の動物をモンスターに変身させる、（ブラウン管テレビを使って）遠見の術等、様々な魔法を使う。
また魚人族の町を守るため大渦のオーブとそれを収めた灯台を作る（魚人族の町に引っ越した際の土地代代わり）等、スケールの大きい人物で、他の種族にも顔が利くようである。また予言者めいた一面も持つ。
趣味は地上世界から流れ着いた道具のコレクション、魔法薬調合用のツボに入って昼寝をすること（全裸派）。
名前の由来は、スキュラとクトゥルフ神話の旧支配者の娘・クティーラの合成。
フレキ
人狼族（ワーウルフ）の少女。身長172cm、3サイズはB88-W59-H87。
「最強の一匹狼」の異名を持ち、族長曰く「単独で、しかも確実に獲物を仕留める」「単独での戦闘能力なら人狼族の中で一番」だが、実際は口下手で誰とも話せないから仕方なく単独で狩りをしているだけである。
また、衛太・エアロに厳しく当たるが、実際は「気さくに話しかけるのが恥ずかしいから…どうしても辛辣な物言いになってしまう」のである。
第24話で自身と衛太に「人との付き合い方が分からない」という共通点があることを知り、衛太を「同志」と呼び衛太のガントレットとの合体を自ら志願した。
名前の由来は、北欧神話に登場するオーディンに付き従う二頭の狼の一頭・フレキから。
シータ
ゴーレムの少女。
正式名称は「θ（シータ）-0038」。
コアユニット
身長140cm、3サイズはB72-W55-H75。
巨大な腕を持つ少女の姿をしている。
魔力を動力源としている。「オーバーボディ」を捨てたことで投影面積の減少と機動力向上により被弾率は低下したが、巨神機に対抗するだけの性能はない。が、これにより味方のサポートが可能となった（手首を切り離し発射し、エアロを上空に打ち上げた）。
岩石操作（ロックリビルド）
岩石を操る能力。ケンタウロス戦士団による陽動作戦において石畳を作り、ケンタウロス達の機動力を十二分に活かした。
オーバーボディ
シータが雪山探索等の任務の際の姿。
前述通り魔力を動力源とするが、この状態ではそれ以外にある程度の気温が必要である（ヴァジュラの攻撃を受け身を隠すため潜伏するが、氷点下の気温で機能停止に陥った）。
また用途に応じて体をある程度変形させることが可能。衛太・フレキ・エアロが洞窟を脱出するに当たって改造されたが、ヴァジュラの攻撃を正面から喰らい大破・修復不能になる（シータのプロフィールのページで衛太はこのオーバーボディを「もっと色々改造したかったのに……」と落ち込んだ）。
損傷部の修復には硬質な岩石が必要で、これを吸収し修復するとのこと。

### 大国セントガルド
反転世界（リヴ・アース）最大勢力である人間の国。巨神機（ギガス）を造りだし、各地の亜人種に一方的な侵略戦争を始めた。

#### 軍上層部
セントガルド軍上層部
セントガルド軍の幹部で、第4巻のみ登場。作中で12人が確認できる。モノリス型モニターを通してブラッククロークを中心とした会議で登場した。巨神機が倒されたという報告に焦りを見せている。
ブラッククローク
第3巻でフィッシャーの回想で登場し、第4巻でセントガルド軍の会議にも登場。
フード付きのロングコートを纏う覆面姿の人物。第5巻時点でその正体・目的は一切不明。
巨神機の繰者となる地上人を選び出す、巨神機繰者に作戦を命じるといったポジションに就いている。一方で、巨神機やその繰者を切り捨てるなど冷徹な一面も持つ。
また、衛太と違う形のガントレットを右腕に装備しているが、その能力は第4巻時点で不明。

#### 巨神機の繰者
巨神機の繰者たち。戦闘では主にブラッククロークからの命令で動いており、亜人種の集落への侵攻、セントガルド軍兵士のサポートなどが主な役割である。
ゲーマー
第1～4巻、第6、7巻に登場。
人型有人・無人巨神機、辰型巨神機などの量産型巨神機及び子神将ヴィカラーラの繰者。
地上にいた頃は「DAINSLEIF(ダインスレイブ)」の名で有名な世界ゲーマーランキングトップの天才ゲーマーだった。
「誰だってスコアのために生きている」という考えを持ち、「結局世の中も全部ゲーム」とも考えている。
第1、2巻では、単独で巨神機による侵攻作戦を実施、自身の専用機を壊され撤退、第3、4巻ではブラッククロークからの指令で、フィッシャーと組んだ。顔を合わせてそうそうフィッシャーに嫌悪感を抱く。
第4巻でブラッククロークから撤退命令を受けて撤退、命令でフィッシャーを見捨てたことに対して「別にアイツは好かないからどうでもいい」と発言した。
巨神機を搭載した飛行機を所有しており、人型巨神機での攻撃の際は、そこから出動する。第1巻での描写から辰型巨神機もそこから遠隔操作していると思われる。
第6巻では「ワーカーの巨神機を使ってゲームをしてこい」と言われ、子神将ヴィカラーラで衛太と戦い、彼を捕らえる。続く第7巻では衛太とゲームで対戦、その後ラミア族救出に現れた衛太（&ガントレット化したタクシャカ）とヴィカラーラで戦い、3度目の敗北を喫する。
巨神機の繰者として選ばれた理由は第7巻時点で不明。
フィッシャー
第3、4巻に登場。巳神将インドラの繰者。
地上にいたころは、人嫌いから釣りに逃げていた(加えて上記のブラッククロークに会う直前も含め、憂さ晴らしの如く立入禁止区域に扉の鍵を破壊しての釣りをして、注意を受けてた)。友人達に趣味をばかにされ、更に父親から「そんなお前なんか社会は必要としない」と言われ、孤独感の中にいたとき、ブラッククロークにより巳神将インドラの繰者に選ばれ、マギスーツを与えられ（第3巻での回想）、海軍の魚人族侵攻作戦の任務を与えられる。
ゲーマーとの合流時、エータとの再戦に燃える彼を、冷静になるよう挑発的かつ余裕のある口調で諭す一方、傲慢なまでに自惚れ屋でもあり、自身の「魚人たちは海に必要とされていない」との発言に対しマリーナから 「お前こそ海に必要ない」と反論されて逆上、彼女を魔力回復用の生け捕りから切り刻んでの殺害に切り替える等、自身も同じかそれ以上に短気かつ攻撃的でプライドが高い。しかし、一方で「釣りの極意(獲物の欲しがる物を旨そうに見せる)」と  称してわざと自らの弱みを晒して相手の油断を誘う狡猾さも持ち合わせている。しかし、前述の性格故か、一度不利になると激しく取り乱す事が多い。また、物の例えの殆どが、釣りや海に関する単語である。
衛太との一騎打ちで敗れ退却、魚人族を圧倒するも、衛太とアステリオ吸収形態ガントレット、マリーナ率いる魚人族の反撃に遭いインドラも破壊され、更にはゲーマーにも見捨てられ、魚人族の精鋭たちに海中に引きずり込まれ死亡。
ハンター
第5、6巻に登場（第4巻ではブラッククロークによる紹介で2コマだけ登場）。戌神将ヴァジュラの繰者の壮年(現実の日本はライフル所持には散弾銃の入手後から最低10年必要の為、その通りなら若くとも30歳前後と思われる)の男性。額にクマによる引っかき傷の痕がある｡ボルトアクション式のライフルを使用しており、他に迷彩模様のマントと弾丸ポーチを装備している。
「命」､｢生きる｣事に対して「生きる事は命を食べるという事」、「命への感謝と共に己の血肉とする」という考えを持ち、同時に「現代において命はただの商品」、「ただ消費されるだけの物」とも考え、「命を実感する」ために猟師になった。だがある時、冬眠し損ねたヒグマと遭遇、頭を裂かれ死を覚悟した時ヒグマを瞬殺したブラッククロークから巨神機の繰者として選ばれた。
凍土山脈のセントガルド軍陣地近くの森から登場。この時点ですでに森中にトラップを張り巡らせていたり、森の動物達の生態、急所を熟知していたり、トラックでおびき寄せた人狼族に臭いで気付かれないようにして待ち構える等、冷静且つ用意周到な性格。さらに族長の左右に揺さぶりをかけた高速移動に対し、脚を狙って狙撃するなど、狩人として非常に高い実力を持つ。また、番外編「ハンターさんのその後」では料理の腕を発揮、人狼族の食糧問題を解決した。
衛太（&ガントレット化したフレキ）と「狩る者同士の勝負」を繰り広げるが、衛太の【群狼乱襲】を喰らい敗北、「猟師としてイチから出直す」として人狼族の村に現れ、物々交換を持ちかけ、族長もこれに応じた。
ワーカー
第6、7巻に登場。カガチ基地の巨神機生産工場の生産体制を管理している。子神将ヴィカラーラの操者。
常に「効率！能率！回転率！」と「率」を意識するように兵士に心掛けさせている。

### その他の人物
刀賀コーキ
衛太の兄。第1話以降衛太の回想シーンで度々登場。衛太曰く「世界中の女を抱いてくる」と言って家出、それっきり帰ってこないらしい。
現在は反転世界リヴ・アースに居るが、未登場。
衛太の祖父
第1話のみ登場。
実家である忍術道場で衛太や道場に来る人に忍術を伝授しているのだが、衛太曰く「道場に来るのは漫画に影響された子供か、日本かぶれの外国人ばかり」らしい（しかも彼の発言から衛太は修行をサボっている）。
忍者としての戦闘力は衛太を軽く上回るが、道場を訪れたエアロを匂いだけで女性と判るなど、スケベである。
また衛太と同じくゲーム好きである（ジャンルは恋愛シミュレーションゲーム）。
衛太の友人三人組
衛太とゲームなどでつるんでいる（衛太曰く「ぼっち仲間」）。第1巻のみ登場。
後輩たちにゲーム機を盗られるが、衛太に取り返された。
衛太の後輩たち
衛太が通う高校の一年生五人組（男子三人、女子二人）。だが、全員服装はかなり乱れている上、そのうち一人は高校一年生とは思えないほどに筋肉質な巨漢である（衛太の後ろ跳び蹴りを喰らい一発でKOする）。
先輩である衛太たちに対してナメた口を聞く。
ケイノ&ボダル
鳥人種の少女で、エアロの友人たち。3サイズは、ケイノがB86-W57-H85、ボダルがB69-W52-H73。
性格はケイノは男勝り（しゃべり方にも性格が表れている）で、ボダルはおっとりしている。
ケイノは辰型巨神機戦にボウガンで参加するが、魔力を吸われダメージを負う。
名前の由来は、ケイノはギリシャ神話のハーピーのケライノー、ボダルも同じくハーピーのポダルゲー。
鳥人種の長老
第1巻に登場。衛太にセントガルドによる侵略戦争、十二巨神将についてを話した。
ちなみに、第2巻の番外編にも2コマだけ登場した。
ホルシュ&ジャジ
迷宮町に住むミノタウロスの少女たち。
二人ともとてものんびりした性格で、鍛冶屋のことを聞きに来た衛太が人間だということに気付くのが遅いほど。
ゲーマーによる迷宮町襲撃の際、巨神機の奇襲を受け、ホルシュは巨神機に襲われかけるが、ジャウェアに助けられる。
名前の由来は、二人とも乳牛の品種名から。
マリーナ・ギルマン
魚人族の少女で、魚人族戦士長の娘。身長155cm、3サイズはB76-W55-H82。
戦士達からは「お嬢」と呼ばれている。未熟ながら高い戦闘技術を持ち、インドラ戦では漁船艦隊を率いる等、隊長も務めた。
また義理堅い面もあり、衛太に救われたことに対し「三度死ぬまで彼に恩を返す義務がある」と発言、戦士達が反対する中、衛太の作戦に協力することを宣言し、彼らを説得した。
魚の骨を模した剣での二刀流を得意とし、フィッシャーに奇襲を仕掛けるが、釣り糸によるワイヤートラップに捕まるが、すんでのところで衛太に救われる。
名前の由来は、小舟の停泊所・港（marina=マリーナ）とハワード・フィリップス・ラヴクラフトの作品に登場する漁村インスマスの名家・ギルマン家から。
魚人族の戦士
第3・4巻に登場。
三人組
魚人族の男性。衛太に寄ってたかって暴力を振るうが、ジャウェアとアステリオに逆に痛めつけられた。その後、第4巻でマリーナに叱られたのか、衛太に土下座で謝っていた。
戦士たち
衛太が提案した作戦に「信用出来ない」という理由で反対したが、マリーナに説得され協力した。
魚人族の精鋭戦士たち
魚人族戦士長
マリーナの父親で、魚人族の精鋭たちを率いるホオジロザメの顔の魚人。右目付近に×字の傷痕がある。
娘には頭が上がらない（部下たちからは「カタナシっすね」と言われた）。
戦士たち
シュモクザメ、アンコウの顔の精鋭たち。戦士長同様に筋肉質な巨漢である。
人狼族の族長
顔に十文字の傷痕を持つ長髪の男性。第4・5巻に登場。
当初は衛太を人間だからという理由で信用していなかったが、長老に説得され、衛太に新入りを迎え入れる儀式を課し、セントガルド軍の補給基地からトラックを持ってきた衛太を認めた。
第5巻でハンターから皆を逃がすため囮になるが、ハンターに両脚を撃たれる。
人狼族の長老
ライオンのタテガミのような髪と髭をたくわえた人狼族の男性。
スティーラに厚い信頼を寄せており、族長を説得、新入りを迎え入れる儀式を課すことを提案する。
カガチ基地基地司令
カガチ基地の司令官。本部からの評価、総司令部勤めのために巨神機繰者達に媚を売っている。
ブレット
ケンタウロスの戦士団の一員。中性的な顔立ちで、タクシャカのプロフィールページではエアロが衛太に「きっと女の子ですよ!!」と言った。
鳥人族から衛太の噂を聴き、衛太に憧れている。
クライズ
ケンタウロスの戦士団長。衛太、エアロに巨神機出現の現状を説明、衛太に協力を仰ぐ。
タクシャカ
ラミアの女性。第6巻より登場。3サイズはB93-W58-H92。
「毒蛇の森」のラミアのリーダー。衛太を誘拐し、ラミアへの協力を求める。
衛太を誘拐したのは連れ去られた妹達を助けるためであり、後に騙して利用したことを謝罪、ガントレットとの合体を申し出た。
アナンタ
タクシャカの妹。自身の隠れ里が人間に見つかり、他のラミア達と共にカガチ基地に連行され、巨神機や工場の動力源として魔力を吸い取られ続けていたが、衛太の手引きによりタクシャカ達に救出された。

## 巨神機（ギガス）
大国セントガルドの軍隊における最高戦力とされる兵器の総称。地上人（アースナ）だけが操縦できるらしい。魔力を動力源とし、亜人種・動物から魔力を吸収する（魔力の吸収方法は各巨神機によって異なる）。また「機械」だが、アステリオ曰く「樹脂かセラミックのようなもので出来ている」とのこと。また、全ての巨神機は3対6個の眼を持つ。

### 十二巨神将
後述する量産型巨神機の原型（アーキタイプ）にあたる12体の巨神機。第1巻での鳥人種の長老曰く「神にも匹敵する力を持つといわれる」。それぞれが十二支をモチーフとした称号のようなものを持つ。
ヴィカラーラ
「子神将(ネシンショウ)」の十二巨神将。第1巻で名前と姿のみ登場。
第6巻での「ワーカー」と「ゲーマー」の会話から繰者は「ワーカー」と判明、「ゲーマー」が操縦する。
小型の人型巨神機やゲーマー専用機の人型巨神機より更に大きい。
武器は手首と背中から発射する電磁ニードルで、電気を操る能力を持つ。電磁ニードルは発射せず背中から突き出したままにし、体を丸めて回転、突進するために使うことも可能。
また、超高圧電流を纏って突進することも可能。
ハイラ
「辰神将(リュウシンショウ)」の十二巨神将。名前と姿のみ登場。能力・操者共に不明。
クンビーラ
「亥神将(ガイシンショウ)」の十二巨神将。ハイラ同様名前と姿のみ登場。能力・操者共に不明。
インドラ
「巳神将(ミシンショウ)」の十二巨神将。セントガルド海軍最高戦力。第3、4巻に登場。
操者は「フィッシャー」。
ホオジロザメに似た頭部と大蛇または龍のような体を持つ。推定全長1キロメートル以上と第7巻現在登場済みの全巨神機中最大の超大型巨神機。
能力は腹部から海水を大量に吸収し、体内で圧縮し口から撃ち出す超高圧の水圧カッターで漁船数隻程度は容易く切断可能。
また、腹部から放水し、これを攻撃に利用することも可能。後述する【鉄槌鋳造（ハンマーフォージ）】で漁船を変形させた巨大手裏剣で体を切断され頭部・胴体のみになり灯台を破壊しようとするも、灯台を変形させたスイッチナイフで真っ二つに切断される。
ブラッククローク曰く「量産化されなかった欠陥品」らしい。
ヴァジュラ
「戌神将(ジュッシンショウ)」の十二巨神将。第4、5巻で登場。
操者は「ハンター」。
四足歩行獣のような体型の巨神機。
光を操る能力を持ち、光を屈折させ姿を消す、尻尾状の砲身から超強力なビームを撃つことが可能だが、煙や水蒸気に遮られると威力が落ちる（空気による減衰、詳しくは屈折を参照）という弱点上、特に積雪地では連射ができない。また、このビームは散弾として一度に数十発撃つことも可能。
対象に噛みついて魔力を吸収する。
なお亜人種側で確認されているのはヴィカラーラ、ハイラ、クンビーラの3体のみである。また残り7体は第7巻時点で未登場。名称・形状・能力・操者全て不明。

### 量産型巨神機
十二巨神将をモデルに造られた巨神機たち。有人機と無人機の2種類に分けられる。
人型巨神機
殆どが対人用で作中最も多く登場する。
小型巨神機
対人用の量産型無人機。第1・2巻で合計5体登場。推定身長4、5メートル。武装したミノタウロスの男性を軽く凌駕するほどの戦闘力を持つ。
第6、7巻ではカガチ基地の巨神機生産工場で量産・搬出されているシーンがある。
第1巻登場機体
人用ゲートを無理矢理通り右腕を失い中破する。忍者道場で衛太と戦い、尻尾型ワイヤーを左腕に巻きつけられ、胸部のコアを貫通させられる形で自滅する（その際脊椎のようなものが確認できる）。
第2巻登場機体
ゲーマーの有人機をリーダーに4体登場。衛太の計画でエアロ・ジャウェアに迷宮町の大通りに誘導され、ミノタウロスたちに迷宮に墜とされ全滅。
第7巻登場機体
ケンタウロス達の陽動作戦時に登場。
カガチ基地警備用巨神機で、3体ずつ逐次投入されるが、次々とケンタウロス達に倒される。
ゲーマー専用機
対人用の有人機。第2巻に登場。推定身長6、7メートル。操者は「ゲーマー」。
武器は手首のロケットランチャーと爪。
また、両肩に2本ずつ付いている突起状のユニットから亜人種の魔力を吸収する。
エアロと合体したガントレットの必殺技・鴉嘴襲突（レイヴンシュート）で胸部のコアごとボディを貫通され再起不能になる。
水中戦用人型巨神機
水中戦に特化したタイプで、操者は「ゲーマー」。
小型巨神機に似た姿だが、ヒレ付きの尻尾、亀の甲羅のようなもの、足がフィン状になっている、両手にスクリュー、両肩と首周りのユニットにサメの背ビレに似たものがあるなど小型巨神機と異なる部分が多い。
魚人族の町の灯台を倒そうとするが、爆薬が足りず、灯台を傾けただけだったが、結果として大渦の力が弱まり、インドラの侵入を許してしまう。
辰型巨神機
拠点侵攻用の量産型無人機。第1、5巻、及び『12BEAST EPISODE0』に登場。量産型巨神機では最大の巨神機。
第1巻登場機体
ゲーマーによる遠隔操作で鳥人種の集落を襲撃する。胸部のコアから亜人種の魔力を吸収するが、ヒトデ型小型巨神機の1体を衛太に投げつけられコアが傷付き、魔力を吸収出来なくなる。
衛太に巨大バリスタを撃ち込まれ、コアを破壊され、再起不能になる。
『12BEAST EPISODE0』登場機体
第3巻に収録された『12BEAST EPISODE0』に登場。顔や前後脚など本編とはデザインが大きく異なる。
衛太率いる亜人種混成部隊の攻撃で転倒、鴉駆穿牙（レイヴンファング）でボディを貫通され倒れる。
第5巻登場機体
セントガルド軍のサポートとして登場。第1巻登場機体と同じ形状で、口から出す高圧スチームのようなもので崩落した氷壁を溶かすことができる。陣地に戻ったときには魔力切れ寸前でロクに動かせない状態だった。
ヒトデ型巨神機
第1巻に登場した辰型巨神機の体内に5体収納されていた小型無人機。
口から衣服のみを溶かす液体を撃つ。
1体は衛太に投げ飛ばされ辰型巨神機にぶつけられ大破、残る4体も衛太の誘導作戦でおびき寄せられ、巨大バリスタを撃ち込まれ全滅する。

### 刀賀衛太のガントレット
厳密には巨神機ではないが、ジャウェア曰く「巨神機と同じ技術で造られたもの」なのでこの項で扱う。
特徴
刀賀流特製手甲とほぼ同じ形状をしており、手の甲には「忍」の銘が刻まれている。
またガントレットは手の甲サイズに変形し収納することが可能(第3巻より)。
能力1
亜人種およびその魔力を吸収するだけでなく、吸収した魔力と使用者の魔力を掛け合わせ魔力を増幅することが可能。
能力2
亜人種およびその魔力を吸収し、吸収した亜人種に応じて形態・能力が変化する。
なお魔力を吸収された者は昏睡状態に陥り一週間は目覚めないと言われるが、エアロやフレキは特にそういう様子はなく、アステリオも疲労による睡眠状態になっただけで特に問題はなかった。
エアロ吸収形態
指からは鉤爪が生え、後部には鴉を模した戦闘機のデザインが施されている。
また、後部のジェットで高速飛行も可能。手の甲の銘は「鴉」。
第3巻に収録された『12BEAST EPISODE0』にも登場。本編とは全体的なデザインが大きく異なる。
鴉嘴襲突（レイヴンシュート）
エアロと合体したガントレットの必殺技。
ガントレット後部のジェット（エアロの翼）による高速飛行で、鉤爪により巨神機を貫く。
アステリオ吸収形態
ガントレット全体がハンマーを模したデザインとなっている。手の甲の銘は「鋼」。
金属製のものを自由自在に変形させる能力を持つ。
鋳造（フォージ）／鉄槌鋳造（ハンマーフォージ）
アステリオと合体したガントレットの必殺技。
作中では、船の甲板を盾・巨大手裏剣に変形、大砲3基を巨大な腕に変形させる、銛を数本の槍やサーフボードに変形させるなどの技を披露した。
なお、材質の関係で巨神機には通用しない。
フレキ吸収形態
ガントレット全体が狼の前脚を模したデザインになっている。また、ガントレット上部からスカーフ状の長い布が飛び出している。手の甲の銘は「牙」。
スカーフ状の布を利用し、煙を操る能力を持つ。
群狼乱襲（ウルフパックラッシュ）
フレキと合体したガントレットの必殺技。
煙で出来た実体ある分身を大量に作り出し、衛太と分身達で敵に一斉に攻撃を繰り出す。この分身は倒されると、煙に戻り消滅する。
タクシャカ吸収形態
ガントレット全体がコブラを模したデザインになっており、後部からは蛇の尾を模した鞭が伸びている。手の甲の銘は「毒」。
あらゆる毒を瞬時に調合し、意のままに操る能力を持つ。
毒蛇黴吐（ヴァイパーバイト）
タクシャカと合体したガントレットの必殺技。
蛇の牙を模した拳から毒を出し、敵に塗布または注入することが出来る。
襲打（シュウダ）
刀牙流鞭術。超音速の鞭の先端から発生する衝撃波で敵を打ち倒す技。衝撃波が来た後に音が遅れて来る。

## 反転世界（リヴ・アース）の動物
岩喰巨鳥（ロックイーター）
石頭を持つダチョウに似た大型鳥類。
名前の通り岩を食べるが、衛太の手甲（鉄製）に噛みついているところを見ると鉄も食糧としていると思われる。
その骨は丈夫で、装飾品やジャウェアのブーメランの材料に用いられているが、肉はあまり美味しくないので家畜化されていない。
クラーケン
巨大なタコの魔物。ジャウェア曰く「浅瀬に居るような魔物ではない」らしい。
その正体はスティーラが魔法で変身させたタコだった。
鋼栄螺（ハガネサザエ）
魚人族の町の近辺に生息する貝。
貝殻に金属を含んでいる。
最高級建材として重宝され、鋼並の強度と軽量さを持ち潮風でも錆びることはない。
巨大ヤドカリ
スティーラの家である鋼栄螺の殻に住みつくヤドカリ。彼女の家の移動に一役買っている。
また、家自体完全防水なので水陸両用とのこと。
巨大イノシシ
凍土山脈に生息する白い体毛を持つイノシシ。かなり巨大だが、フレキ曰く「この山じゃ小さい方」らしい。
第5巻でハンターに捕獲された。
イエティリザード
凍土山脈に生息する大型爬虫類。
全身が鱗で覆われており、銃弾を通さないが、喉元の皮膚には鱗が無い。

## 書誌情報
- 原オカヤド 『12BEAST』 KADOKAWA〈ドラゴンコミックスエイジ〉、既刊7巻（2019年6月8日現在）
  1. 2013年11月8日発売 ISBN 978-4-04-712932-0
  2. 2014年9月6日発売 ISBN 978-4-04-070173-8
  3. 2015年8月6日発売 ISBN 978-4-04-070664-1
  4. 2016年6月9日発売 ISBN 978-4-04-070918-5
  5. 2017年4月8日発売 ISBN 978-4-04-072243-6
  6. 2018年4月9日発売 ISBN 978-4-04-072666-3
  7. 2019年6月8日発売、ISBN 978-4-04-073210-7